# Pistolet laser (équipement sportif)
Pour les autres significations, voir Pistolet laser.

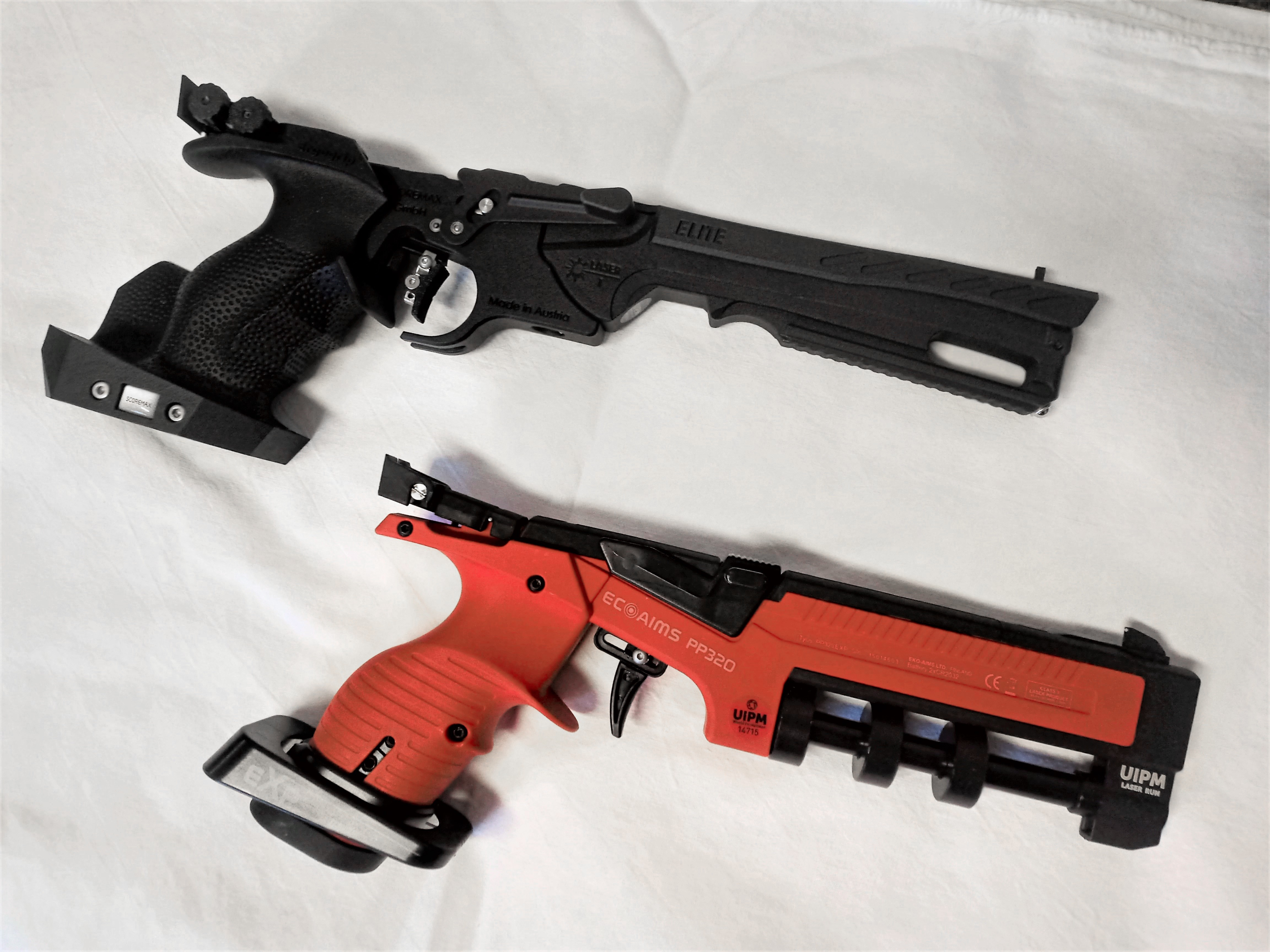
Pistolets laser.

Le pistolet laser est un équipement sportif utilisé dans les disciplines de tir de pentathlon moderne, de laser run et de triathlé. Les pistolets laser sont sans danger pour les spectateurs et les participants. Ils ne sont pas soumis aux lois concernant les armes à feu.

## Histoire
Les pistolets laser sont réglementés par l'Union internationale de pentathlon moderne (UIPM), et non par la Fédération internationale de tir sportif (ISSF). Ils ont été introduits dans l'épreuve de pentathlon moderne aux Jeux olympiques de la jeunesse d'été de 2010.
Les Jeux olympiques d'été de 2012 ont vu la première utilisation de pistolets laser en pentathlon moderne lors d'une compétition olympique. Après cela, les pistolets laser ne sont pas seulement utilisés dans le pentathlon moderne, mais également dans les épreuves de triathlé et de laser run.

## Fabricants
Il n'y a que quelques fabricants spécialisés de pistolets laser :
- APEOM[3]
- Ecoaims[4]
- HiGun[5]
- IQ-Sport[6]
- Pardini[7]
- Pentashot[8]
- Scoremax[9]
- Suooter[10]